# Colheita - Ceifeiras
Colheita - Ceifeiras é um óleo sobre tela da autoria do pintor português Silva Porto. Pintado em 1893 e mede 90,5 cm de altura e 120,3 cm de largura.
A pintura ilustra uma das actividades campestres típicas do verão do hemisfério norte, ou seja a ceifa de cereais, executada manualmente até meados do século XX no país do Autor, num dia soalheiro e num campo sem grande elevações, num ambiente que faz lembrar as campinas do centro e sul do país.
A pintura pertence ao Museu Nacional de Soares dos Reis de Porto.

## Descrição
Em primeiro plano estão representadas duas ceifeiras: uma à esquerda, de pé, vista de frente e de perfil virada para o lado direito, com um molho de cereal nos braços, trajando saia comprida e rodada, blusa estampada e lenço na cabeça; a segunda ceifeira, trajada de modo idêntico a que se acrescenta um avental, está representada num plano mais recuado, curvada para o lado direito, a apanhar o molho de cereal que está no chão.
As duas figuras encontram-se num vasto campo ceifado que ocupa dois terços da área do quadro, em tonalidades de amarelo doirado, que se estende até à linha do horizonte numa leve elevação do terreno.
A seara por ceifar e o restolho amarelo dão uniformidade ao campo, havendo ainda vegetação rasteira e dispersa no primeiro plano e algumas árvores de pequeno porte, à distância, que nos últimos planos se sobrepõem à linha do horizonte. O céu preenche o restante da composição numa tonalidade de azul uniforme, onde surgem pequenas nuvens pouco densas.

## História
Pertenceu à colecção do Conde do Ameal que foi vendida em leilão em 1921, consta do respectivo catálogo com o Nº 4 - "Moissonneuses". Integrou a Doação Honório de Lima (DHL) feita a favor da Câmara Municipal do Porto em 1941: Elisa Adelaide Bessa Lima, viúva de Eduardo Honório de Lima, em cumprimento da disposição do marido, doou à Câmara Municipal do Porto, em 1941, 21 quadros da autoria de Silva Porto. O conjunto destas 21 obras consta do Inventário Geral do Museu Municipal do Porto de 1938/39, cujo acervo foi depositado no Museu Nacional de Soares dos Reis em 1940/41, conforme o Decreto-Lei 27.879 de 21 de Julho de 1937.